# 中央研究院數位典藏計畫
中央研究院數位典藏計畫為中華民國中央研究院之所執行之國家型計畫之一，由院內各所所負責之子計畫共同建立。

## 源起
數位典藏之價值，在於利用數位化的資料來保存珍貴的研究資源。這些數位化後的資源，將可以利用各種方式來加值應用。中研院於國家計畫推動之前，已經著手進行院內的數位典藏計畫，針對院內各所的珍貴研究資源、藏品等物件來進行數位化的保存，在數位化的同時，同步開發了許多數位化的技術，後續並應用到許多相關的計畫之中，未來中研院仍將配合國家整體政策之推動，持續進行數位典藏計畫。

## 內容
中研院所執行之「數位典藏國家型科技計畫」，第一期的成果主要在於完成建置之國家級典藏品資料庫，第二期則將產出之數位成果開放給社會大眾使用。在計畫執行的同時，也同步提供各內容典藏單位技術諮詢與支援服務，並針對共通性的技術需求發展出整合平台，以加快數位典藏作的效率及能量。
計畫執行至今的數位化產出包括：臺灣原住民數位典藏、臺灣各族群聚落動態影音資料、臺灣史前及十七世紀考古遺址出土文物、中原考古遺址出土文物、臺灣本土生物多樣性（魚、貝及其化石、植物等）、臺灣語言多樣性（漢語、國語語音、閩語、客語及南島語）、臺灣及中國歷史地圖遙測影像及航照圖、中華民國大陸時期政經檔案、臺灣公私文書史料、歷代傳世文獻、近現代名人知識庫、漢籍全文資料庫等人文與自然的內容。
未來期望透過資訊網路平台，整合中研院參與各分項計畫子計畫共同建構數位知識網絡，改善學術研究環境，推動及深化數位學習等目標。另將典藏融入研究與教育，藉由數位授權機制系統化地釋出嚴謹正確的典藏內容，建立研究成果取用與回饋的機制，提供人文與自然研究永續的豐沛資源。總目標是配合「推動人文社會經濟與產業發展分項計畫」，使典藏全面融入研究、教育、社會與產業發展。

### 數典展示中心
此外為了將中研院數位典藏成果與社會大眾分享，成立了「中研院數典展示中心」（設立於中研院人文社會科學館）執行常設展示規劃、另建置並維護「中研院數位典藏資源網」、導入前瞻性的技術研發與應用，包括：資料庫開發與技術支援、典藏系統缺字技術發展與服務、多媒體處理與管理平台建置、數位版權管理技術研發與應用服務，以及時空整合資訊應用架構之建置與支援等。以建立長期的技術發展上下游整合關聯，朝向「自給自足」之經營模式而努力，以利計畫執行完畢後可持續進行商業、教育推廣，以及供給學術界相關研究資源，成為永續經營之基礎。

### 數位典藏資源網
中央研究院數位典藏資源網是中央研究院數典計畫的開放性平台，對內著重院內數位化文物、資料和其他有關資源的整合與應用，對外則介紹中研院數位化和網站化的各類成果，提供整合性的資訊與資源服務，並以永續經營作為最終目標。
中研院數位典藏資源網以推廣普及和應用服務作為兩大運作核心，在推廣普及方面，提供院內數典計畫的簡介、沿革、願景，以及各子計畫介紹等資訊，以及最新有關消息與數典展覽資訊；在應用服務方面，建立跨資料庫整合查詢，方便使用者快速應用院內各類數典資源，另將網站功能與實體的「數典展示中心」相互結合，以交流完善的網站服務與使用者經驗。
未來資源網將以現有運作的平台為基礎架構，持續結合各種網站新技術，並根據使用者之回饋，階段性調整站內各項功能與服務，以期能在永續經營的目標下，提高數位典藏的研究和其他的運用價值。

### 數位典藏展示中心
中央研究院數位典藏展示中心是一個位在臺北南港區中央研究院內的博物館空間，展示內容包括近代中國歷史地圖與遙測影像數位典藏、近代外交經濟重要檔案數位典藏、台灣本土的魚類、貝類、植物數位典藏、語言典藏、歷史文物數位典藏、台灣原住民的數位典藏、史料典藏、數位典藏技術的發展與支援及數位典藏資料庫等。
數位典藏特展其主要的目的是把中央研究院已經完成數位化與網路化的特有文物和資料介紹並推廣給教育界、學術界與社會大眾。其理念是終身學習無邊界，數位典藏資源分享無國界，歡迎各界多多利用其數位化和網站化成果。
開放時間為週一至週五早上九點至下午五點，免費入場，並提供事先預約導覽與協助安排中研院博物館群參訪行程的服務。

## 外部連結
- 中央研究院（页面存档备份，存于）
- 中央研究數位典藏資源網 院內各類數位典藏與研究資源（页面存档备份，存于）
- 中央研究數位典藏展示中心 院內定期舉行數位典藏特展（页面存档备份，存于）